# Nicholas Wotton
Nicholas Wotton (Boughton Malherbe, 1497 – Londra, 26 gennaio 1567) è stato un ambasciatore inglese.

## Biografia
Era figlio di Sir Robert Wotton di Boughton Malherbe, Kent, e discendente di Nicholas Wotton, lord mayor di Londra nel 1415 e 1430, oltre che membro del Parlamento per la città dal 1406 al 1429.
Presto divenne vicario di Boughton Malherbe e di Sutton Valence, e più tardi di Ivychurch, Kent, ma, desiderando una carriera più importante, entrò al servizio di Cuthbert Tunstall, vescovo di Londra. Dopo aver contribuito a redigere The Institution of the Christian Man, Wotton nel 1539 andò a contrattare il matrimonio tra Enrico VIII e Anna di Clèves e l'unione dei principi protestanti che doveva essere il complemento di questa unione.
Attraversò l'Inghilterra con la sposa reale, ma, a differenza di Thomas Cromwell, non perse il favore reale quando il re ripudiò Anna, e nel 1541, dopo aver già rifiutato la diocesi di Hereford, divenne il primo decano di Canterbury post-Riforma e nel 1544 di York.
Nel 1543 si recò per affari diplomatici nei Paesi Bassi, e negli anni successivi ebbe diversi contatti con l'imperatore Carlo V. Contribuì a concludere il trattato di Ardres tra Inghilterra e Francia nel 1546, e fu ambasciatore residente in Francia, 1546-1549. Enrico VIII lo fece  suo esecutore testamentario e gli lasciò £ 300. Nel 1549, sotto Edward VI, divenne segretario di Stato, incarico che ricoprì solo per un anno.
Nel 1550 fu di nuovo inviato come ambasciatore presso Carlo V, e fu ambasciatore in Francia durante il regno di Maria I, svolgendo un lavoro prezioso in tale veste. Lasciò la Francia nel 1557, ma nel 1558 tornò di nuovo in quel paese, contribuendo a organizzare i preliminari della pace di Cateau Cambrésis. Nel 1560 firmò il trattato di Edimburgo per conto di Elisabetta I, ed ebbe ancora il tempo di visitare i Paesi Bassi prima della sua morte avvenuta a Londra.
Venne tumulato nella Trinity Chapel della Cattedrale di Canterbury.